# Stephen Batchelor (Hockeyspieler)
Stephen „Steve“ James Batchelor (* 22. Juni 1961 in Beare Green, Surrey) ist ein ehemaliger britischer Hockeyspieler, der mit der Britischen Nationalmannschaft 1984 Olympiadritter und 1988 Olympiasieger war.

## Sportliche Karriere
Stephen Batchelor trat in 66 Länderspielen für die Britische Nationalmannschaft und in 48 Länderspielen für die Englische Nationalmannschaft an. Sein erstes Länderspiel bestritt er 1980.
Batchelor erhielt seine erste internationale Medaille bei den Olympischen Spielen 1984 in Los Angeles. Die Briten gewannen ihre Vorrundengruppe mit vier Siegen und einem Unentschieden gegen die Pakistanische Mannschaft, unterlagen aber im Halbfinale den Deutschen mit 0:1. Im Spiel um Bronze bezwangen die Briten die Australier mit 3:2.
1986 erreichten die Engländer bei der Weltmeisterschaft in London das Finale durch einen Sieg über die Deutsche mit 3:2 nach Verlängerung. Im Finale unterlagen sie dann den Australiern mit 1:2. Ebenfalls Silber gewannen die Engländer bei der Europameisterschaft 1987 in Moskau, als sie das Finale gegen die Niederländer erst im Siebenmeterschießen verloren. Bei den Olympischen Spielen 1988 in Seoul belegten die Briten in der Vorrunde den zweiten Platz hinter den Deutschen. Mit einem 3:2-Halbfinalsieg gegen die Australier erreichten die Briten das Finale und gewannen Gold mit einem 3:1-Finalsieg über die Deutschen. Beim Olympiasieg gelang Batchelor in sieben Spielen kein einziges Tor.
Zwei Jahre später belegten die Engländer bei der Weltmeisterschaft in Lahore nur den vierten Platz in der Vorrunde, in den Platzierungsspielen erreichten sie mit zwei Siegen noch den fünften Platz. 1992 in Barcelona nahm Batchelor noch einmal an Olympischen Spielen teil. Die Briten belegten in der Vorrunde den dritten Platz hinter den Australiern und den Deutschen. In der Platzierungsrunde erreichten sie den sechsten Platz.
Stephen Batchelor agierte meist als Sturmspitze. Im Verein spielte er beim Southgate Hockey Club.